# Hyperolius stictus
Hyperolius stictus é uma espécie de anfíbio anuros da família Hyperoliidae. Está presente em Moçambique. A UICN classificou-a como deficiente de dados.